# نادي غرنيكا
نادي غرنيكا هو نادي كرة قدم إسباني يتمركز في غرنيكا، منطقة إقليم الباسك ذاتية الحكم، إسبانيا. تأسس في 1922 ويلعب في الدوري الإسباني الدرجة الثانية ب – المجموعة 2، ويستضيف مبارياته في ملعب أوربيتا، الذي يتسع لـ3000 متفرج.